# Parijs-Nice 2021
De 79e editie van Parijs-Nice werd verreden van 7 tot en met 14 maart 2021. Deze wedstrijd maakte deel uit van de UCI World Tour 2021.
Tijdens het verloop van de ronde werden de twee laatste etappes met Nice als startplaats en tevens finishplaats in de slotetappe op last van de autoriteiten, als gevolg van de nog heersende coronapandemie, aangepast. Beide starts werden verplaatst naar Le Broc en Plan-du-Var en de finish van de slotetappe naar Levens.
Na zijn verlies van de leiderstrui in de afsluitende klimtijdrit van de Ronde van Frankrijk 2020 verloor Primož Roglič ook in deze ronde in de slotrit zijn leiderstrui, dit maal als gevolg van twee valpartijen. Het lukte niet om terug te keren in het peloton. Na tot eerst op circa 20 seconden genaderd te zijn finishte hij uiteindelijk op 3'08” van het nog uit 21 renners bestaande peloton met eindwinnaar (en titelhouder) Maximilian Schachmann. De 52 seconden voorsprong bij aanvang van de etappe resulteerden daarmee in 2'16” achterstand en een vijftiende eindplaats in het algemeen klassement.

## Deelnemende ploegen
Er gingen negentien UCI World Tour-ploegen en vier UCI ProTeams van start met elk zeven renners wat het totaal op 161 deelnemers bracht.

## Etappe-overzicht
| Etappe | Datum    | Start - Finish                                                 | Afstand           | Type                | Winnaar          | Klassementsleider     |
| ------ | -------- | -------------------------------------------------------------- | ----------------- | ------------------- | ---------------- | --------------------- |
| 1      | 7 maart  | Saint-Cyr-l'École – Saint-Cyr-l'École                          | 165,8 km          | Heuvelrit           | Sam Bennett      | Sam Bennett           |
| 2      | 8 maart  | Oinville-sur-Montcient – Amilly                                | 188 km            | Vlakke rit          | Cees Bol         | Michael Matthews      |
| 3      | 9 maart  | Gien – Gien                                                    | 14,4 km           | Individuele tijdrit | Stefan Bissegger | Stefan Bissegger      |
| 4      | 10 maart | Chalon-sur-Saône – Chiroubles                                  | 187,6 km          | Heuvelrit           | Primož Roglič    | Primož Roglič         |
| 5      | 11 maart | Vienne – Bollène                                               | 200,2 km          | Vlakke rit          | Sam Bennett      | Primož Roglič         |
| 6      | 12 maart | Brignoles – Biot                                               | 202,4 km          | Heuvelrit           | Primož Roglič    | Primož Roglič         |
| 7      | 13 maart | Nice – Valdeblore La Colmiane Le Broc – Valdeblore La Colmiane | 166,5 km 119,2 km | Bergrit             | Primož Roglič    | Primož Roglič         |
| 8      | 14 maart | Nice – Nice Plan-du-Var – Levens                               | 110,5 km 92,7 km  | Heuvelrit           | Magnus Cort      | Maximilian Schachmann |

## Etappe-uitslagen

### 1e etappe
| Saint-Cyr-l'École – Saint-Cyr-l'École (165,8 km) |                    |                        |          |
| Plaats                                           | Naam               | Ploeg                  | Tijd     |
| Winnaar                                          | Sam Bennett        | Deceuninck–Quick-Step  | 3u51'38" |
| 2                                                | Arnaud Démare      | Groupama-FDJ           | z.t.     |
| 3                                                | Mads Pedersen      | Trek-Segafredo         | z.t.     |
| 4                                                | Jasper Philipsen   | Alpecin-Fenix          | z.t.     |
| 5                                                | Bryan Coquard      | B&B Hotels p/b KTM     | z.t.     |
| 6                                                | Pascal Ackermann   | BORA-hansgrohe         | z.t.     |
| 7                                                | Phil Bauhaus       | Bahrain-Victorious     | z.t.     |
| 8                                                | Christophe Laporte | Cofidis                | z.t.     |
| 9                                                | André Greipel      | Israel Start-Up Nation | z.t.     |
| 10                                               | Rudy Barbier       | Israel Start-Up Nation | z.t.     |
|                                                  |                    |                        |          |
| 24                                               | Sam Oomen          | Team Jumbo-Visma       | z.t.     |

| Algemeen klassement |                    |                       |          |
| Plaats              | Naam               | Ploeg                 | Tijd     |
| Gele trui           | Sam Bennett        | Deceuninck–Quick-Step | 3u51'28" |
| 2                   | Arnaud Démare      | Groupama-FDJ          | + 4"     |
| 3                   | Michael Matthews   | Team BikeExchange     | + 5"     |
| 4                   | Mads Pedersen      | Trek-Segafredo        | + 6"     |
| 5                   | Ben Swift          | INEOS Grenadiers      | + 9"     |
| 6                   | Jasper Philipsen   | Alpecin-Fenix         | + 10"    |
| 7                   | Bryan Coquard      | B&B Hotels p/b KTM    | z.t.     |
| 8                   | Pascal Ackermann   | BORA-hansgrohe        | z.t.     |
| 9                   | Phil Bauhaus       | Bahrain-Victorious    | z.t.     |
| 10                  | Christophe Laporte | Cofidis               | z.t.     |
|                     |                    |                       |          |
| 24                  | Sam Oomen          | Team Jumbo-Visma      | z.t.     |

### 2e etappe
| Oinville-sur-Montcient – Amilly (188 km) |                  |                        |          |
| Plaats                                   | Naam             | Ploeg                  | Tijd     |
| Winnaar                                  | Cees Bol         | Team DSM               | 4u27'59" |
| 2                                        | Mads Pedersen    | Trek-Segafredo         | z.t.     |
| 3                                        | Michael Matthews | Team BikeExchange      | z.t.     |
| 4                                        | Bryan Coquard    | B&B Hotels p/b KTM     | z.t.     |
| 5                                        | Sam Bennett      | Deceuninck–Quick-Step  | z.t.     |
| 6                                        | John Degenkolb   | Lotto Soudal           | z.t.     |
| 7                                        | Pascal Ackermann | BORA-hansgrohe         | z.t.     |
| 8                                        | Phil Bauhaus     | Bahrain-Victorious     | z.t.     |
| 9                                        | Jasper Philipsen | Alpecin-Fenix          | z.t.     |
| 10                                       | Rudy Barbier     | Israel Start-Up Nation | z.t.     |

| Algemeen klassement |                    |                        |          |
| Plaats              | Naam               | Ploeg                  | Tijd     |
| Gele trui           | Michael Matthews   | Team BikeExchange      | 8u19'23" |
| 2                   | Mads Pedersen      | Trek-Segafredo         | + 4"     |
| 3                   | Sam Bennett        | Deceuninck–Quick-Step  | z.t.     |
| 4                   | Cees Bol           | Team DSM               | z.t.     |
| 5                   | Arnaud Démare      | Groupama-FDJ           | + 8"     |
| 6                   | André Greipel      | Israel Start-Up Nation | + 11"    |
| 7                   | Tiesj Benoot       | Team DSM               | + 12"    |
| 8                   | Florian Vermeersch | Lotto Soudal           | z.t.     |
| 9                   | Jasper Stuyven     | Alpecin-Fenix          | + 13"    |
| 10                  | Ben Swift          | INEOS Grenadiers       | z.t.     |

### 3e etappe
| Gien – Gien (14,4 km) |                      |                        |        |
| Plaats                | Naam                 | Ploeg                  | Tijd   |
| Winnaar               | Stefan Bissegger     | EF Education-Nippo     | 17'34" |
| 2                     | Rémi Cavagna         | Deceuninck–Quick-Step  | z.t.   |
| 3                     | Primož Roglič        | Team Jumbo-Visma       | + 6"   |
| 4                     | Brandon McNulty      | UAE Team Emirates      | + 9"   |
| 5                     | Søren Kragh Andersen | Team DSM               | + 10"  |
| 6                     | Rohan Dennis         | INEOS Grenadiers       | + 13"  |
| 7                     | Christophe Laporte   | Cofidis                | z.t.   |
| 8                     | Dylan van Baarle     | INEOS Grenadiers       | + 14"  |
| 9                     | Yves Lampaert        | Deceuninck–Quick-Step  | + 16"  |
| 10                    | Patrick Bevin        | Israel Start-Up Nation | z.t.   |

| Algemeen klassement |                      |                       |        |
| Plaats              | Naam                 | Ploeg                 | Tijd   |
| Gele trui           | Stefan Bissegger     | EF Education-Nippo    | 17'34" |
| 2                   | Rémi Cavagna         | Deceuninck–Quick-Step | z.t.   |
| 3                   | Primož Roglič        | Team Jumbo-Visma      | + 6"   |
| 4                   | Brandon McNulty      | UAE Team Emirates     | + 9"   |
| 5                   | Michael Matthews     | Team BikeExchange     | z.t.   |
| 6                   | Søren Kragh Andersen | Team DSM              | + 10"  |
| 7                   | Mads Pedersen        | Trek-Segafredo        | + 12"  |
| 8                   | Christophe Laporte   | Cofidis               | + 13"  |
| 9                   | Dylan van Baarle     | INEOS Grenadiers      | + 14"  |
| 10                  | Yves Lampaert        | Deceuninck–Quick-Step | + 15"  |

### 4e etappe
| Chalon-sur-Saône – Chiroubles (187,6 km) |                       |                      |         |
| Plaats                                   | Naam                  | Ploeg                | Tijd    |
| Winnaar                                  | Primož Roglič         | Team Jumbo-Visma     | 4u49'36 |
| 2                                        | Maximilian Schachmann | BORA-hansgrohe       | + 12"   |
| 3                                        | Guillaume Martin      | Cofidis              | z.t.    |
| 4                                        | Tiesj Benoot          | Team DSM             | z.t.    |
| 5                                        | Aleksandr Vlasov      | Astana-Premier Tech  | z.t.    |
| 6                                        | Lucas Hamilton        | Team BikeExchange    | z.t.    |
| 7                                        | David Gaudu           | Groupama-FDJ         | + 16"   |
| 8                                        | Quentin Pacher        | B&B Hotels p/b KTM   | z.t.    |
| 9                                        | Pierre Latour         | Total Direct Energie | z.t.    |
| 10                                       | Jon Izagirre          | Astana-Premier Tech  | z.t.    |
|                                          |                       |                      |         |
| 24                                       | Steven Kruijswijk     | Team Jumbo-Visma     | + 53"   |

| Algemeen klassement |                       |                      |           |
| Plaats              | Naam                  | Ploeg                | Tijd      |
| Gele trui           | Primož Roglič         | Team Jumbo-Visma     | 13u26'40" |
| 2                   | Maximilian Schachmann | BORA-hansgrohe       | + 35"     |
| 3                   | Brandon McNulty       | UAE Team Emirates    | + 37"     |
| 4                   | Aleksandr Vlasov      | Astana-Premier Tech  | + 41"     |
| 5                   | Jon Izagirre          | Astana-Premier Tech  | + 43"     |
| 6                   | Matteo Jorgenson      | Movistar Team        | + 58"     |
| 7                   | Tiesj Benoot          | Team DSM             | + 1'05"   |
| 8                   | Lucas Hamilton        | Team BikeExchange    | + 1'09"   |
| 9                   | Luis León Sánchez     | Astana-Premier Tech  | + 1'11"   |
| 10                  | Pierre Latour         | Total Direct Energie | + 1'12"   |
|                     |                       |                      |           |
| 14                  | Steven Kruijswijk     | Team Jumbo-Visma     | + 1'20"   |

### 5e etappe
| Vienne – Bollène (200,2 km) |                    |                                    |          |
| Plaats                      | Naam               | Ploeg                              | Tijd     |
| Winnaar                     | Sam Bennett        | Deceuninck–Quick-Step              | 5u16'01" |
| 2                           | Nacer Bouhanni     | Arkéa Samsic                       | z.t.     |
| 3                           | Pascal Ackermann   | BORA-hansgrohe                     | z.t.     |
| 4                           | Phil Bauhaus       | Bahrain-Victorious                 | z.t.     |
| 5                           | Giacomo Nizzolo    | Team Qhubeka-ASSOS                 | z.t.     |
| 6                           | Alexander Kristoff | UAE Team Emirates                  | z.t.     |
| 7                           | Bryan Coquard      | B&B Hotels p/b KTM                 | z.t.     |
| 8                           | Christophe Laporte | Cofidis                            | z.t.     |
| 9                           | Rudy Barbier       | Israel Start-Up Nation             | z.t.     |
| 10                          | Danny van Poppel   | Intermarché-Wanty-Gobert Matériaux | z.t.     |
|                             |                    |                                    |          |
| 11                          | Jasper Philipsen   | Alpecin-Fenix                      | z.t.     |

| Algemeen klassement |                       |                      |           |
| Plaats              | Naam                  | Ploeg                | Tijd      |
| Gele trui           | Primož Roglič         | Team Jumbo-Visma     | 18u42'41" |
| 2                   | Maximilian Schachmann | BORA-hansgrohe       | + 31"     |
| 3                   | Brandon McNulty       | UAE Team Emirates    | + 37"     |
| 4                   | Jon Izagirre          | Astana-Premier Tech  | + 40"     |
| 5                   | Aleksandr Vlasov      | Astana-Premier Tech  | + 41"     |
| 6                   | Matteo Jorgenson      | Movistar Team        | + 58"     |
| 7                   | Tiesj Benoot          | Team DSM             | + 1'04"   |
| 8                   | Lucas Hamilton        | Team BikeExchange    | + 1'08"   |
| 9                   | Luis León Sánchez     | Astana-Premier Tech  | + 1'11"   |
| 10                  | Pierre Latour         | Total Direct Energie | + 1'12"   |
|                     |                       |                      |           |
| 14                  | Steven Kruijswijk     | Team Jumbo-Visma     | + 1'20"   |

### 6e etappe
| Brignoles – Biot (202,4 km) |                        |                        |          |
| Plaats                      | Naam                   | Ploeg                  | Tijd     |
| Winnaar                     | Primož Roglič          | Team Jumbo-Visma       | 4u40'22" |
| 2                           | Christophe Laporte     | Cofidis                | z.t.     |
| 3                           | Michael Matthews       | Team BikeExchange      | z.t.     |
| 4                           | Dylan Teuns            | Bahrain-Victorious     | z.t.     |
| 5                           | Aurélien Paret-Peintre | AG2R-Citroën           | z.t.     |
| 6                           | Lucas Hamilton         | Team BikeExchange      | z.t.     |
| 7                           | Bryan Coquard          | B&B Hotels p/b KTM     | z.t.     |
| 8                           | Quentin Pacher         | B&B Hotels p/b KTM     | z.t.     |
| 9                           | Sergio Henao           | Team Qhubeka-ASSOS     | z.t.     |
| 10                          | Krists Neilands        | Israel Start-Up Nation | z.t.     |
|                             |                        |                        |          |
| 15                          | Dylan van Baarle       | INEOS Grenadiers       | z.t.     |

| Algemeen klassement |                        |                      |          |
| Plaats              | Naam                   | Ploeg                | Tijd     |
| Gele trui           | Primož Roglič          | Team Jumbo-Visma     | 23u2253" |
| 2                   | Maximilian Schachmann  | BORA-hansgrohe       | + 41"    |
| 3                   | Jon Izagirre           | Astana-Premier Tech  | + 50"    |
| 4                   | Aleksandr Vlasov       | Astana-Premier Tech  | + 51"    |
| 5                   | Matteo Jorgenson       | Movistar Team        | + 1'08"  |
| 6                   | Tiesj Benoot           | Team DSM             | + 1'14"  |
| 7                   | Lucas Hamilton         | Team BikeExchange    | + 1'16"  |
| 8                   | Luis León Sánchez      | Astana-Premier Tech  | + 1'21"  |
| 9                   | Pierre Latour          | Total Direct Energie | z.t.     |
| 10                  | Aurélien Paret-Peintre | AG2R-Citroën         | + 1'23"  |
|                     |                        |                      |          |
| 13                  | Steven Kruijswijk      | Team Jumbo-Visma     | + 1'30"  |

### 7e etappe
| Le Broc – La Colmiane (119,2 km) |                       |                     |          |
| Plaats                           | Naam                  | Ploeg               | Tijd     |
| Winnaar                          | Primož Roglič         | Team Jumbo-Visma    | 3u09'18" |
| 2                                | Gino Mäder            | Bahrain-Victorious  | + 2"     |
| 3                                | Maximilian Schachmann | BORA-hansgrohe      | + 5"     |
| 4                                | Lucas Hamilton        | Team BikeExchange   | + 8"     |
| 5                                | Aleksandr Vlasov      | Astana-Premier Tech | + 10"    |
| 6                                | Tiesj Benoot          | Team DSM            | z.t.     |
| 7                                | Guillaume Martin      | Cofidis             | + 15"    |
| 8                                | Jon Izagirre          | Astana-Premier Tech | z.t.     |
| 9                                | Harm Vanhoucke        | Lotto Soudal        | + 22"    |
| 10                               | Jai Hindley           | Team DSM            | + 27"    |
|                                  |                       |                     |          |
| 11                               | Steven Kruijswijk     | Team Jumbo-Visma    | z.t.     |

| Algemeen klassement |                       |                     |           |
| Plaats              | Naam                  | Ploeg               | Tijd      |
| Gele trui           | Primož Roglič         | Team Jumbo-Visma    | 26u32'01" |
| 2                   | Maximilian Schachmann | BORA-hansgrohe      | + 52"     |
| 3                   | Aleksandr Vlasov      | Astana-Premier Tech | + 1'11"   |
| 4                   | Jon Izagirre          | Astana-Premier Tech | + 1'15"   |
| 5                   | Tiesj Benoot          | Team DSM            | + 1'34"   |
| 6                   | Lucas Hamilton        | Team BikeExchange   | z.t.      |
| 7                   | Guillaume Martin      | Cofidis             | + 2'06"   |
| 8                   | Steven Kruijswijk     | Team Jumbo-Visma    | + 2'07"   |
| 9                   | Jack Haig             | Bahrain-Victorious  | + 2'10"   |
| 10                  | Matteo Jorgenson      | Movistar Team       | + 2'21"   |

### 8e etappe
| Plan-du-Var – Levens (92,7 km) |                       |                       |          |
| Plaats                         | Naam                  | Ploeg                 | Tijd     |
| Winnaar                        | Magnus Cort           | EF Education-Nippo    | 2u16'58" |
| 2                              | Christophe Laporte    | Cofidis               | z.t.     |
| 3                              | Pierre Latour         | Total Direct Energie  | z.t.     |
| 4                              | Dylan Teuns           | Bahrain-Victorious    | z.t.     |
| 5                              | Warren Barguil        | Arkéa Samsic          | z.t.     |
| 6                              | Dylan van Baarle      | INEOS Grenadiers      | z.t.     |
| 7                              | Jon Izagirre          | Astana-Premier Tech   | z.t.     |
| 8                              | Matteo Jorgenson      | Movistar Team         | z.t.     |
| 9                              | Yves Lampaert         | Deceuninck–Quick-Step | z.t.     |
| 10                             | Maximilian Schachmann | BORA-hansgrohe        | z.t.     |

## Klassementsleiders na elke etappe
| Rit         | Winnaar          | Algemeen klassement   | Puntenklassement | Bergklassement | Jongerenklassement | Ploegenklassement      |
| ----------- | ---------------- | --------------------- | ---------------- | -------------- | ------------------ | ---------------------- |
| 1           | Sam Bennett      | Sam Bennett           | Sam Bennett      | Fabien Doubey  | Jasper Philipsen   | Israel Start-Up Nation |
| 2           | Cees Bol         | Michael Matthews      | Sam Bennett      | Fabien Doubey  | Florian Vermeersch | Israel Start-Up Nation |
| 3           | Stefan Bissegger | Stefan Bissegger      | Sam Bennett      | Fabien Doubey  | Stefan Bissegger   | Deceuninck–Quick-Step  |
| 4           | Primož Roglič    | Primož Roglič         | Primož Roglič    | Anthony Perez  | Brandon McNulty    | Astana-Premier Tech    |
| 5           | Sam Bennett      | Primož Roglič         | Sam Bennett      | Anthony Perez  | Brandon McNulty    | Astana-Premier Tech    |
| 6           | Primož Roglič    | Primož Roglič         | Primož Roglič    | Anthony Perez  | Aleksandr Vlasov   | Astana-Premier Tech    |
| 7           | Primož Roglič    | Primož Roglič         | Primož Roglič    | Anthony Perez  | Aleksandr Vlasov   | Astana-Premier Tech    |
| 8           | Magnus Cort      | Maximilian Schachmann | Primož Roglič    | Anthony Perez  | Aleksandr Vlasov   | Astana-Premier Tech    |
| Einduitslag | Einduitslag      | Maximilian Schachmann | Primož Roglič    | Anthony Perez  | Aleksandr Vlasov   | Astana-Premier Tech    |

## Eindklassementen
| Algemeen klassement |                        |                     |           |
| Plaats              | Naam                   | Ploeg               | Tijd      |
| Gele trui           | Maximilian Schachmann  | BORA-hansgrohe      | 28u49'51" |
| 2                   | Aleksandr Vlasov       | Astana-Premier Tech | + 19"     |
| 3                   | Jon Izagirre           | Astana-Premier Tech | + 23"     |
| 4                   | Lucas Hamilton         | Team BikeExchange   | + 41"     |
| 5                   | Tiesj Benoot           | Team DSM            | + 42"     |
| 6                   | Guillaume Martin       | Cofidis             | + 1'14"   |
| 7                   | Jack Haig              | Bahrain-Victorious  | + 1'18"   |
| 8                   | Matteo Jorgenson       | Movistar Team       | + 1'29"   |
| 9                   | Aurélien Paret-Peintre | AG2R-Citroën        | + 1'31"   |
| 10                  | Gino Mäder             | Bahrain-Victorious  | + 1'32"   |
|                     |                        |                     |           |
| 13                  | Dylan van Baarle       | INEOS Grenadiers    | + 1'49"   |

| Plaats      | Naam               | Ploeg                 | Punten |
| ----------- | ------------------ | --------------------- | ------ |
| Groene trui | Primož Roglič      | Team Jumbo-Visma      | 57     |
| 2           | Sam Bennett        | Deceuninck–Quick-Step | 39     |
| 3           | Christophe Laporte | Cofidis               | 34     |
|             |                    |                       |        |
| 9           | Cees Bol           | Team DSM              | 15     |
| 13          | Tiesj Benoot       | Team DSM              | 15     |

| Plaats        | Naam             | Ploeg            | Punten |
| ------------- | ---------------- | ---------------- | ------ |
| Bolletjestrui | Anthony Perez    | Cofidis          | 67     |
| 2             | Julien Bernard   | Trek-Segafredo   | 26     |
| 3             | Primož Roglič    | Team Jumbo-Visma | 20     |
|               |                  |                  |        |
| 7             | Oliver Naesen    | AG2R-Citroën     | 7      |
| 9             | Dylan van Baarle | INEOS Grenadiers | 5      |

| Plaats     | Naam             | Ploeg               | Tijd      |
| ---------- | ---------------- | ------------------- | --------- |
| Witte trui | Aleksandr Vlasov | Astana-Premier Tech | 28u50'10" |
| 2          | Lucas Hamilton   | Team BikeExchange   | + 22"     |
| 3          | Matteo Jorgenson | Movistar Team       | + 1'10"   |
|            |                  |                     |           |
| 6          | Harm Vanhoucke   | Lotto Soudal        | + 1'22"   |
| 18         | Nils Eekhoff     | Team DSM            | + 54'06"  |

1933 · 1934 · 1935 · 1936 · 1937 · 1938 · 1939 · 1940-1945 · 1946 · 1947-1950 · 1951 · 1952 · 1953 · 1954 · 1955 · 1956 · 1957 · 1958 · 1959 · 1960 · 1961 · 1962 · 1963 · 1964 · 1965 · 1966 · 1967 · 1968 · 1969 · 1970 · 1971 · 1972 · 1973 · 1974 · 1975 · 1976 · 1977 · 1978 · 1979 · 1980 · 1981 · 1982 · 1983 · 1984 · 1985 · 1986 · 1987 · 1988 · 1989 · 1990 · 1991 · 1992 · 1993 · 1994 · 1995 · 1996 · 1997 · 1998 · 1999 · 2000 · 2001 · 2002 · 2003 · 2004 · 2005 · 2006 · 2007 · 2008 · 2009 · 2010 · 2011 · 2012 · 2013 · 2014 · 2015 · 2016 · 2017 · 2018 · 2019 · 2020 · 2021 · 2022 · 2023 · 2024 · 2025
Ronde van de Verenigde Arabische Emiraten ·
Omloop Het Nieuwsblad ·
Strade Bianche ·
Parijs-Nice · 
Tirreno-Adriatico · 
Milaan-San Remo ·
Ronde van Catalonië ·
Driedaagse Brugge-De Panne ·
E3 Saxo Bank Classic ·
Gent-Wevelgem ·
Dwars door Vlaanderen ·
Ronde van Vlaanderen ·
Ronde van het Baskenland ·
Amstel Gold Race ·
Waalse Pijl ·
Luik-Bastenaken-Luik ·
Ronde van Romandië ·
Ronde van Italië ·
Critérium du Dauphiné ·
Ronde van Zwitserland ·
Ronde van Frankrijk ·
Clásica San Sebastián ·
Ronde van Polen ·
Bretagne Classic ·
Benelux Tour ·
Ronde van Spanje ·
Eschborn-Frankfurt ·
Parijs-Roubaix ·
Ronde van Lombardije
Afgelaste wedstrijden: Tour Down Under · Great Ocean Road Race · EuroEyes Cyclassics · GP van Quebec · GP van Montreal · Ronde van Guangxi